# Pizzo di Antigine
Pizzo di Antigine är en bergstopp i Schweiz.   Den ligger i kantonen Valais, i den södra delen av landet, 110 km söder om huvudstaden Bern. Toppen på Pizzo di Antigine är 3 189 meter över havet, eller 347 meter över den omgivande terrängen. Bredden vid basen är 2,8 km.
Terrängen runt Pizzo di Antigine är huvudsakligen bergig, men den allra närmaste omgivningen är kuperad. Runt Pizzo di Antigine är det mycket glesbefolkat, med 7 invånare per kvadratkilometer.. Närmaste större samhälle är Zermatt, 19,5 km väster om Pizzo di Antigine. 
Trakten runt Pizzo di Antigine består i huvudsak av gräsmarker.